# 장대익 (1879년)
장대익(張大翼, 일본식 이름: 張村大翼조무라 다이요쿠, 1879년 11월 ~ ?)은 일제강점기 황해도 지역의 유지이며, 조선총독부 중추원 참의도 지냈다.

## 생애
황해북도 서흥군 출신이다. 어릴 때부터 농업에 종사하며 한문을 공부했다. 서흥면에 명륜학교(明倫學校)라는 근대 교육기관을 세웠던 이 지역 유지였다.
과일과 인삼 등 특수작물을 재배하여 당시 권장되던 다각형 영농의 모범을 보였고, 양잠업을 지도하고 권장하는 데 특히 힘썼다. 1929년 서흥공업사를 설립해 사장을 지내고 대중용 인조마포를 개발하는 등 섬유업에 종사했다.
서흥면협의회 의원을 지냈으며, 1920년에 황해도 평의원에 선출되어 3회에 걸쳐 재선되었다. 서흥군농회 부회장, 서흥군교육회 고문을 역임하고, 1935년에는 서흥산업조합을 설립해 조합장에 취임하는 등 이 지역의 대표적인 유력자로 활동했다.
1930년 6월에 중추원 참의에 임명되었고, 1933년에는 조선신궁봉찬회에 발기인으로 참여해 임원직도 맡았다. 조선신궁봉찬회는 조선신궁의 설립 10주년을 기념한다는 목적에서 조선총독부 주도로 조직된 관변 단체이다. 1938년 결성된 국민정신총동원조선연맹과 1941년 발족한 조선임전보국단에도 참여했다.
2002년에 발표된 친일파 708인 명단과 2008년 민족문제연구소가 정리한 친일인명사전 수록예정자 명단 중 중추원 부문에 선정되었다.

## 같이 보기
- 조선총독부 중추원
- 조선신궁봉찬회
- 조선임전보국단

## 참고자료
- 장대익(張大翼) - 국사편찬위원회
- 친일인명사전편찬위원회 (2004년 12월 27일). 《일제협력단체사전 - 국내 중앙편》. 서울: 민족문제연구소. 267,301,391쪽쪽. ISBN 89-953307-2-4.